# Aristodemos (Aipytide)
Aristodemos (altgriechisch Ἀριστόδημος Aristódēmos) war gemäß Pausanias von 732 bis 724 v. Chr. König von Messenien. Er gehörte dem Geschlecht der Aipytiden an und war der Nachfolger von Euphaes. Ihm folgte Damis.

## Leben
Als der messenische König Euphaes während des Ersten Messenischen Krieges die ungeschützten Kleinstädte Messeniens räumen ließ und deren Bewohner an der Ithome ansiedelte, verlangte ein Orakel, dass eine Jungfrau aus dem Geschlecht der Aipytiden den Göttern geopfert werden solle. Die Wahl fiel auf die Tochter des Lykiskos, welcher mit dieser nach Sparta floh. Darauf bot Aristodemos freiwillig seine eigene Tochter an. Deren Verlobter wandte ein, dass diese von ihm bereits schwanger und folglich keine Jungfrau mehr sei. Wutentbrannt schnitt Aristodemos seiner Tochter den Bauch auf und da sie sahen, dass sie nicht schwanger sei, meinten sie trotz Einwand des Sehers Epebolos, dass somit das Orakel erfüllt wäre.
Nachdem im Jahre 732 v. Chr. Euphaes ohne männlichen Thronfolger im Kampf gegen die Spartaner fiel, wurde Aristodemos zum neuen König über Messenien gewählt. Er vermochte die Spartaner zurückzudrängen und fügte ihnen 727 v. Chr. bei der Ithome eine schwere Niederlage zu. Im Jahre 724 v. Chr. sagte ein Orakel, dass Messenien denjenigen zufallen werde, die als erste dem Zeus Ithomatas, dessen Heiligtum innerhalb der messenischen Festung lag, hundert Dreifüße opferten. Der Spartaner Oibalos fertigte daraufhin hundert Dreifüße aus Ton, gelangte unbemerkt in die Stadt und opferte diese. Weitere Unheilszeichen entmutigten die Messenier. Zudem erschien dem Aristodemos seine geopferte Tochter mit aufgeschlitztem Bauch im Traume und nahm ihm seine Waffen weg und ersetzte diese durch die Toteninsignien eines messenischen Adligen. Daraufhin tötete sich Aristodemos am Grab seiner Tochter. Darauf wurde Damis zum messenischen Feldherr gewählt.
Die Historizität der literarisch ausgeschmückten Ereignisse wird in der Forschung kritisch bewertet und die bei Pausanias angegebenen Datumsangaben gelten als unkorrekt und sollten etwa 40 Jahr später angesetzt werden.